# Pseudoscelida jacobsoni
Pseudoscelida jacobsoni es una especie de insecto coleóptero de la familia Chrysomelidae.
Fue descrita científicamente en 1926 por Weise.